# Lloyd C. Douglas
Lloyd Cassel Douglas (Condado de Whitley, 27 de agosto de 1877 – Los Angeles, 13 de fevereiro de 1951) foi um ministro da Igreja Luterana, além de escritor de romances voltados para a religião e para a moral.
Douglas tornou-se ministro luterano em 1903, dedicando sua vida inteira aos estudos bíblicos e históricos, logrando, ao fim de 30 anos de pesquisa, realizar com êxito a artística combinação de verdade e ficção, através do romance O Manto de Cristo, publicado em 1942, considerada sua obra mais importante.
O Manto de Cristo é uma reconstituição do período imediatamente seguinte a crucificação de Jesus Cristo, na Palestina, e dos primórdios do cristianismo entre gregos e romanos, tendo por base de ficção o imaginário destino da túnica inconsútil de Cristo.
O Manto de Cristo deu origem a primeira fita cinematográfica em CinemaScope, intitulada O Manto Sagrado(título no Brasil), dirigida por Henry Koster, em 1953, pela 20th Century Fox. Os direitos de filmagem do romance de Douglas pertenciam ao estúdio RKO Pictures desde 1943, mas jamais conseguiram levá-lo as telas, logo, resolveram vender os direitos autorais para 20th Century Fox. O Chefão do estúdio, Darryl F. Zanuck ofereceu o personagem Marcellus Gallio a Tyrone Power, como forma de conseguir a renovação de seu contrato junto a Fox. Power não aceitou a proposta. Logo, o papel acabou nas mãos do ator galês Richard Burton, que iniciava sua trajetória em Hollywood. No elenco ainda, os famosos ícones do cinema Victor Mature, Jean Simmons, e Michael Rennie.

## Obras
| Número sequencial | Título em Portugal | Tradutor(a) para Portugal | Título no Brasil                       | Tradutor(a) para o Brasil | Título original em inglês      | Ano do lançamento |
| ----------------- | ------------------ | ------------------------- | -------------------------------------- | ------------------------- | ------------------------------ | ----------------- |
| (01)              |                    |                           | A vida cotidiana de um ministro        | sem notícia de tradução   | The minister every day life    | (1924)            |
| (02)              | Sublime Obsessão   | João Amaral Júnior        | Sublime Obsessão                       | Ruy Jungman               | Magnificent Obsession          | (1929)(*)         |
| (03)              |                    |                           | Perdoai as nossas transgressões        | sem notícia de tradução   | Forgive Us Our Trespasses      | (1932)            |
| (04)              |                    |                           | O perigo precioso                      | sem notícia de tradução   | Precious Jeopardy              | (1933)            |
| (05)              |                    |                           | Luz de esperança/A luz verde           | Eduardo de Lima Castro    | Green light                    | (1935)            |
| (06)              |                    |                           | O Diário Secreto do Dr. Hudson         | sem notícia de tradução   | Doctor Hudson's Secret Journal | (1936)            |
| (07)              |                    |                           | Bandeiras Brancas/Corações em conflito | Eduardo de Lima Castro    | White Banners                  | (1936)            |
| (08)              | Dois caminhos      | Carlos Gomes da Costa     | Deuses de barro                        | Dinah Silveira de Queiroz | Disputed passage               | (1939)            |
| (09)              | Rumo à Vida        |                           | Só a vida me pertence                  | Caio Jardim               | Invitation To Live             | (1940)            |
| (10)              | A túnica           | Caio Jardim               | O manto de Cristo                      | Caio Jardim               | The_Robe                       | (1942)(**)        |
| (11)              |                    |                           | O grande pescador                      | Wanda Murgel de Castro    | The Big Fisherman              | (1948)(***)       |
| (12)              |                    |                           | Uma época para recordar                | sem notícia de tradução   | Time to Remember               | (1951)(****)      |
| (13)              |                    |                           | Um sonho de Natal                      | Inês Duque Ribeiro        | Christma's Dream               | (1957)(*****)     |

(*) que foi também levada as telas do cinema em duas versões: uma em 1935, com Robert Taylor e Irene Dunne, e outra em 1954, com Rock Hudson e Jane Wyman, ambos da Universal Pictures;
(**) primeiro filme em Technicolor
(***) romance sobre a vida de São Pedro, que foi levado ao cinema em 1959(no Brasil: O Pescador da Galiléia, Buena Vista), com Howard Keel no papel do apóstolo de Cristo;
(****) autobiografia
(*****) Íris - Antologia de prosadores universais, Editorial Minerva, Lisboa, 1957 
Inclui outro conto de Douglas, Sublime sacrifício (p. 63/108); 
A morte de Baldasario Silvande, Visconde de 
Silvania, de autoria de Marcel Proust, traduzida por Fernando Barreto (p.111/131); 
Onde está o amor está Deus, de autoria de Leão Tolstoi Liev Lolstoi, versão de Cabral do Nascimento (p. 131;144);
 O devorador de paisagens, de autoria de Somerset Maugham, traduzida por Fernando Barreto (p. 147/165); 
A pista do holandês, de autoria de Georges Simenon, traduzida por Fernando Barreto(p. 167/181); 
Tudo por bem, de autoria de Luigi Pirandello, traduzida por Fernando Barreto (p.181/201)
 e a peça teatral em três atos O facho, de John Steinbeck, traduzida por Ângelo Dinis (p.203/268).  
Observação: As informações quanto ao título em português e os nomes dos tradutores foram pesquisadas em exemplares dos próprios livros ou ainda em registros disponibilizados on-line pela Biblioteca Nacional do Brasil, seja da Biblioteca Nacional de Portugal.